# Hemproteiner

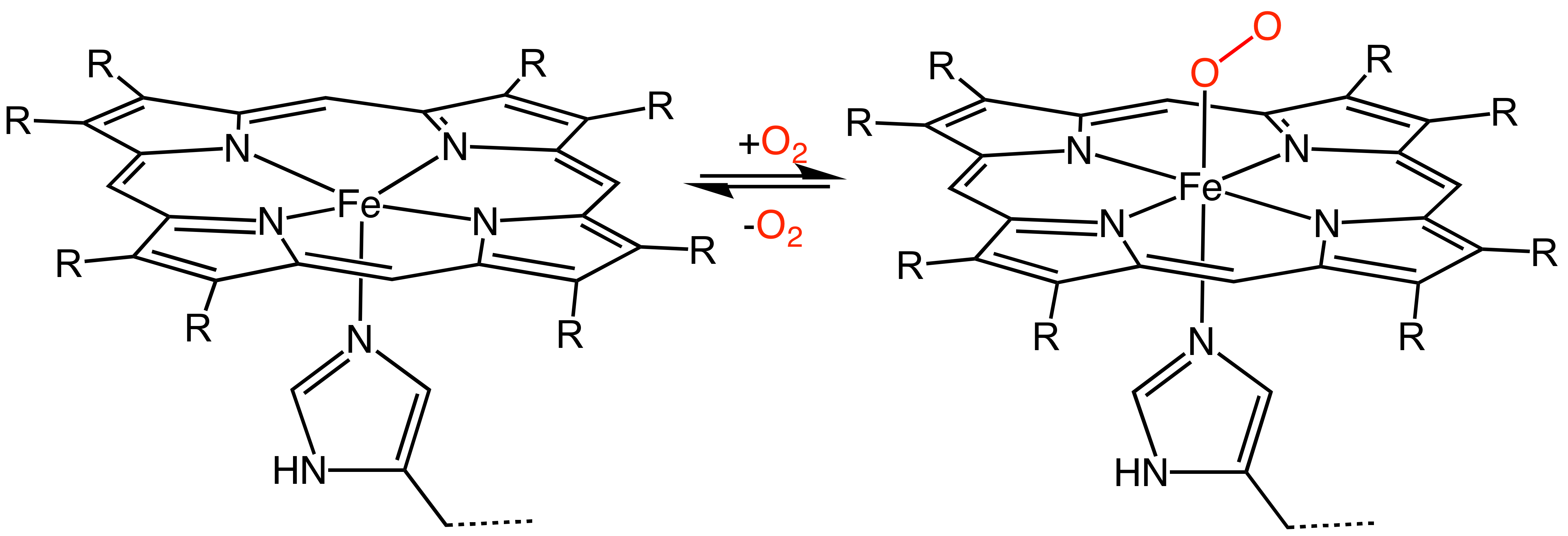
Bindning av syre till en hemprotesgrupp, som skulle vara en del av ett hemoprotein.

Hemproteiner är en grupp protein som har en hemgrupp  med järn kovalent eller icke-kovalent bundet till sig. De är en mycket stor klass av metalloproteiner. Hemgruppen ger funktionalitet, som kan vara syrebärande, syrereduktion, elektronöverföring och andra processer. Hem är bunden till proteinet antingen kovalent eller icke-kovalent eller båda.
Hemen består av järnkatjon bunden i mitten av porfyrinens konjugatbas, liksom andra ligander fästa vid järnets "axiella platser". Porfyrinringen är en plan dianionisk, tetradentatligand. Järnet är typiskt Fe2+ eller Fe3+. En eller två ligander är fästa på de axiella platserna. Porfyrinringen har fyra kväveatomer som binder till järnet, vilket lämnar två andra koordinationspositioner av järnet tillgängliga för bindning till proteinets histidin och en tvåvärd atom.
Hemeproteiner utvecklades troligen för att införliva järnatomen som finns i protoporfyrin IX-ringen av hem i proteiner. Eftersom det gör hemproteiner lyhörda för molekyler som kan binda tvåvärt järn, har denna strategi bibehållits under hela evolutionen eftersom den spelar viktiga fysiologiska roller. Syre (O2), kväveoxid (NO), kolmonoxid (CO) och vätesulfid (H2S) binder till järnatomen i hemproteiner. När de väl är bundna till proteshemgrupperna kan dessa molekyler modulera aktiviteten/funktionen hos dessa hemeproteiner, vilket ger signaltransduktion. Därför kallas dessa gasformiga molekyler gasotransmittorer när de produceras i biologiska system (celler).

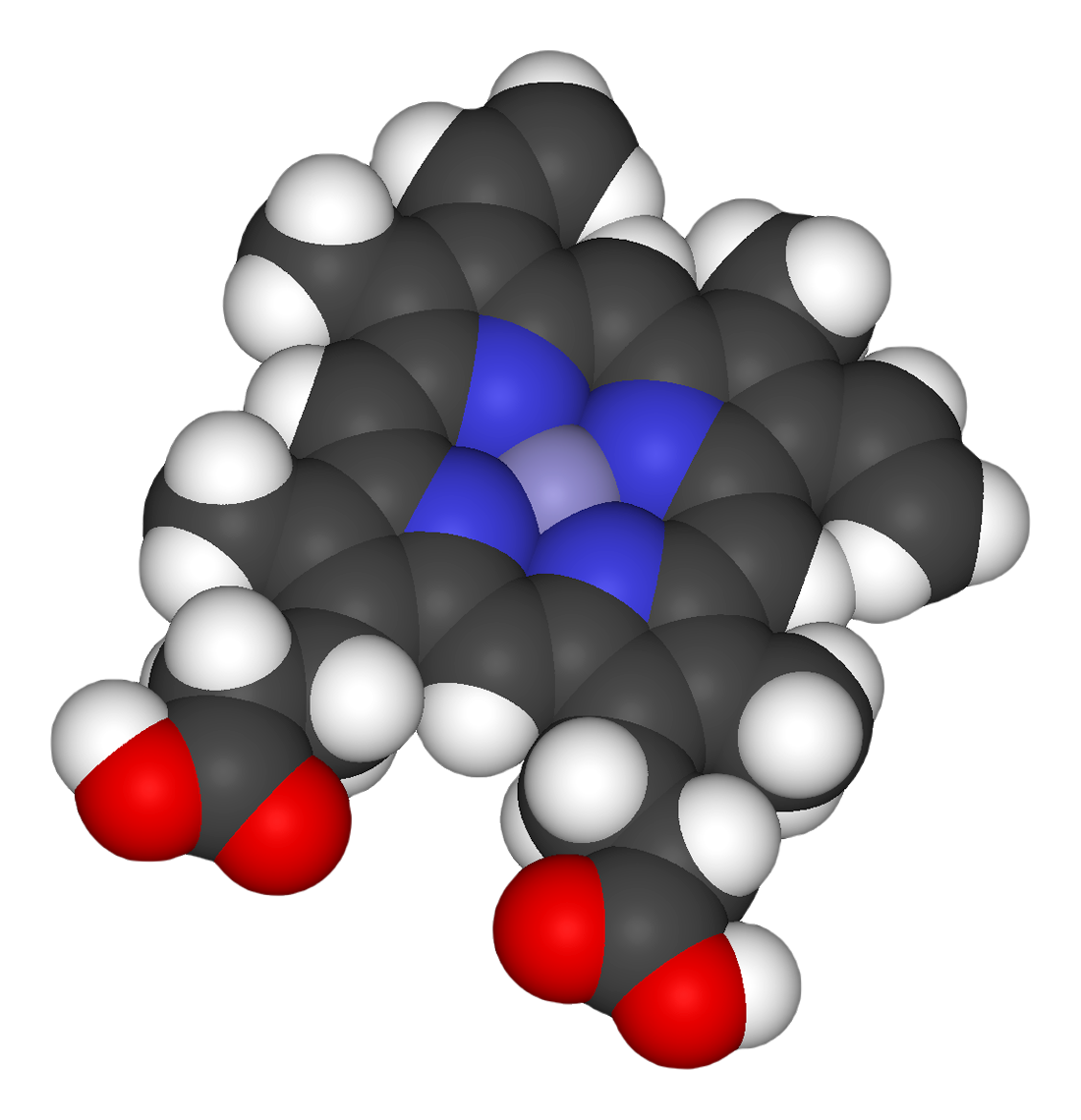
En modell av Fe-protoporfyrin IX-underenheten av Heme B-kofaktorn.

På grund av deras olika biologiska funktioner och utbredda överflöd är hemproteiner bland de mest studerade biomolekylerna. Data om hemproteinets struktur och funktion har samlats i The Heme Protein Database (HPD), en sekundär databas till Protein Data Bank.

## Roller
Hemproteiner har olika biologiska funktioner som syretransport, vilket utförs av hemproteiner som hemoglobin, myoglobin, neuroglobin, cytoglobin och leghemoglobin.
Vissa hemproteiner -cytokrom P450s, cytokrom c-oxidas, ligninaser, katalas och peroxidaser - är enzymer. De aktiverar ofta O2 för oxidation eller hydroxylering.
Hemproteiner möjliggör också elektronöverföring eftersom de utgör en del av elektrontransportkedjan. Cytokrom a, cytokrom b och cytokrom c har sådana elektronöverföringsfunktioner. Det sensoriska systemet förlitar sig också på vissa hemproteiner som FixL, en syresensor, CooA, en kolmonoxidsensor och lösligt guanylylcyklas.

## Hemoglobin och myoglobin
Hemoglobin och myoglobin är exempel på hemproteiner som respektive transporterar och lagrar syre hos däggdjur. Hemoglobin är ett kvartärt protein som förekommer i de röda blodkropparna, medan myoglobin är ett tertiärt protein som finns i muskelcellerna hos däggdjur. Även om de kan skilja sig åt i placering och storlek, är deras funktion liknande. Som hemproteiner innehåller de båda en hemoprotesgrupp.
Myoglobin och hemoglobin är globulära proteiner som tjänar till att binda och leverera syre med hjälp av en protesgrupp. Dessa globiner förbättrar dramatiskt koncentrationen av molekylärt syre som kan transporteras i de biologiska vätskorna hos ryggradsdjur och vissa ryggradslösa djur.

### Myoglobin
Myoglobin finns i ryggradsdjurens muskelceller. Muskelceller, när de sätts i aktion, kan snabbt kräva en stor mängd syre för andning på grund av deras energibehov. Därför använder muskelceller myoglobin för att påskynda syrediffusion och fungera som lokaliserade syrereserver för tider med intensiv andning. Myoglobin lagrar också den erforderliga mängden syre och gör den tillgänglig för muskelcellens mitokondrier.

### Hemoglobin
Hos ryggradsdjur finns hemoglobin i cytosolen hos röda blodkroppar. Hemoglobin kallas ibland syretransportproteinet för att kontrastera det med myoglobin, som är stationärt.
Hos ryggradsdjur tas syre in i kroppen av lungvävnaderna och överförs till de röda blodkropparna i blodomloppet. Syre distribueras sedan till alla vävnader i kroppen och avlastas från de röda blodkropparna till respirerande celler. Hemoglobinet tar sedan upp koldioxid som ska återföras till lungorna. Således binder och avlastar hemoglobin både syre och koldioxid vid lämpliga vävnader, som tjänar till att leverera det syre som behövs för cellulär metabolism och avlägsna den resulterande avfallsprodukten, CO2.

## Cytokrom c-oxidas
Cytokrom c-oxidas är ett enzym inbäddat i mitokondriernas inre membran. Dess huvudsakliga funktion är att oxidera cytokrom c-proteinet. Cytokrom c-oxidas innehåller flera metallaktiva platser.

## Designade hemoproteiner

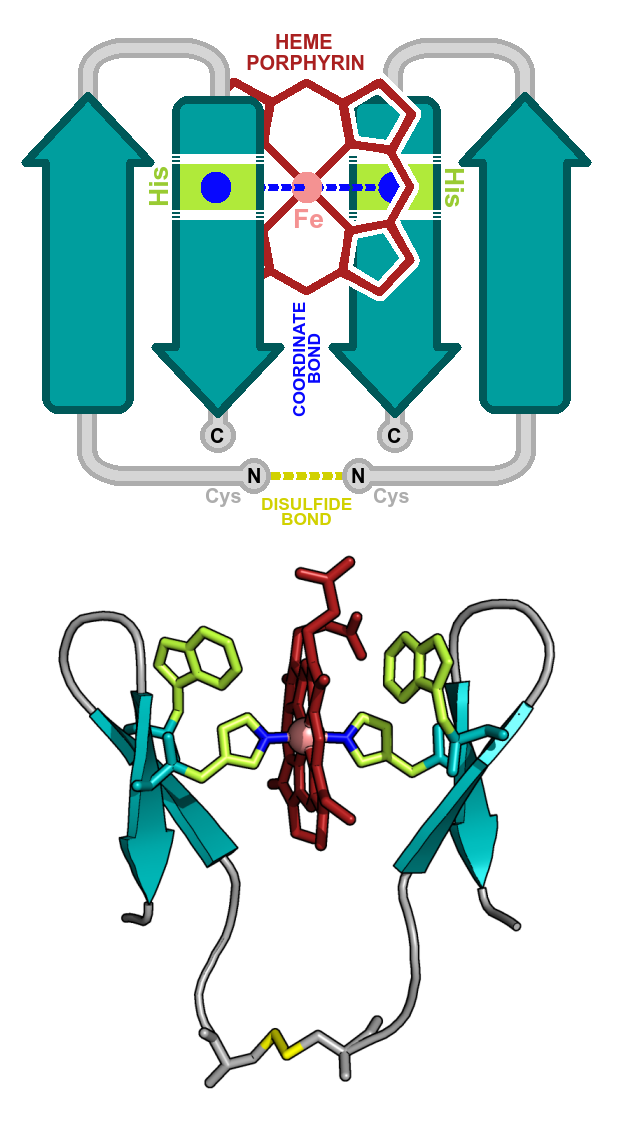
Pincer-1: En designad hembindande peptid som antar en allbeta sekundär struktur. Övre: Topologisk representation av Pincer-1 som visar sekundärstrukturen och utformade interagerande rester. Nedre: Allatom 3-dimensionell modell av Pincer-1. Denna modell bekräftades delvis med NMR.

På grund av hemmolekylens olika funktioner: som en elektrontransportör, en syrebärare och som en enzymkofaktor har hembindande proteiner konsekvent lockat uppmärksamheten hos proteindesigners. Initiala designförsök fokuserade på α-spiralformade hembindande proteiner, delvis på grund av den relativa enkelheten att designa självmonterande spiralformade buntar. Hembindningsställen utformades inuti de interspiralforma hydrofoba spåren. Exempel på sådana mönster inkluderar: 
- Helikrom[6][7]
- Globin-1[8]
- Cy-AA-EK[9]
- Peptider IIa/IId[10]
- α2[11]
- Transmembran spiralformade mönster[12][13][14]

Senare designförsök fokuserade på att skapa funktionella hembindande spiralformade buntar, som:
- Oxidoreductaser[15][16]
- Peroxidaser[17][18]
- Elektrontransportproteiner[19]
- Syretransportproteiner[20]
- Ljuskänsliga proteiner[15]

Designtekniken har mognat i en sådan utsträckning att det nu är möjligt att generera hela bibliotek av hembindande spiralformade proteiner.
De senaste designförsöken har inriktats på att skapa allbeta-hembindande proteiner, vars nya topologi är mycket sällsynt i naturen. Sådana mönster är:
- Pincer-1[5]
- β-hårnålspeptider[22]
- β-flak miniproteiner[23]
- Multisträngade β-flakpeptider[24]